# Giusto de' Conti
Giusto de' Conti (Roma, c. 1390 – Rimini, 19 de novembro de 1449) foi um poeta italiano, autor do cancioneiro La bella mano ("A bela mão").

## Obras
- La bella mano (em italiano). Bolonha: Scipione Malpigli. 1472
- La bella mano (em italiano). Veneza: Tommaso de Piasi. 1492